# 赫拉斯塔瓦

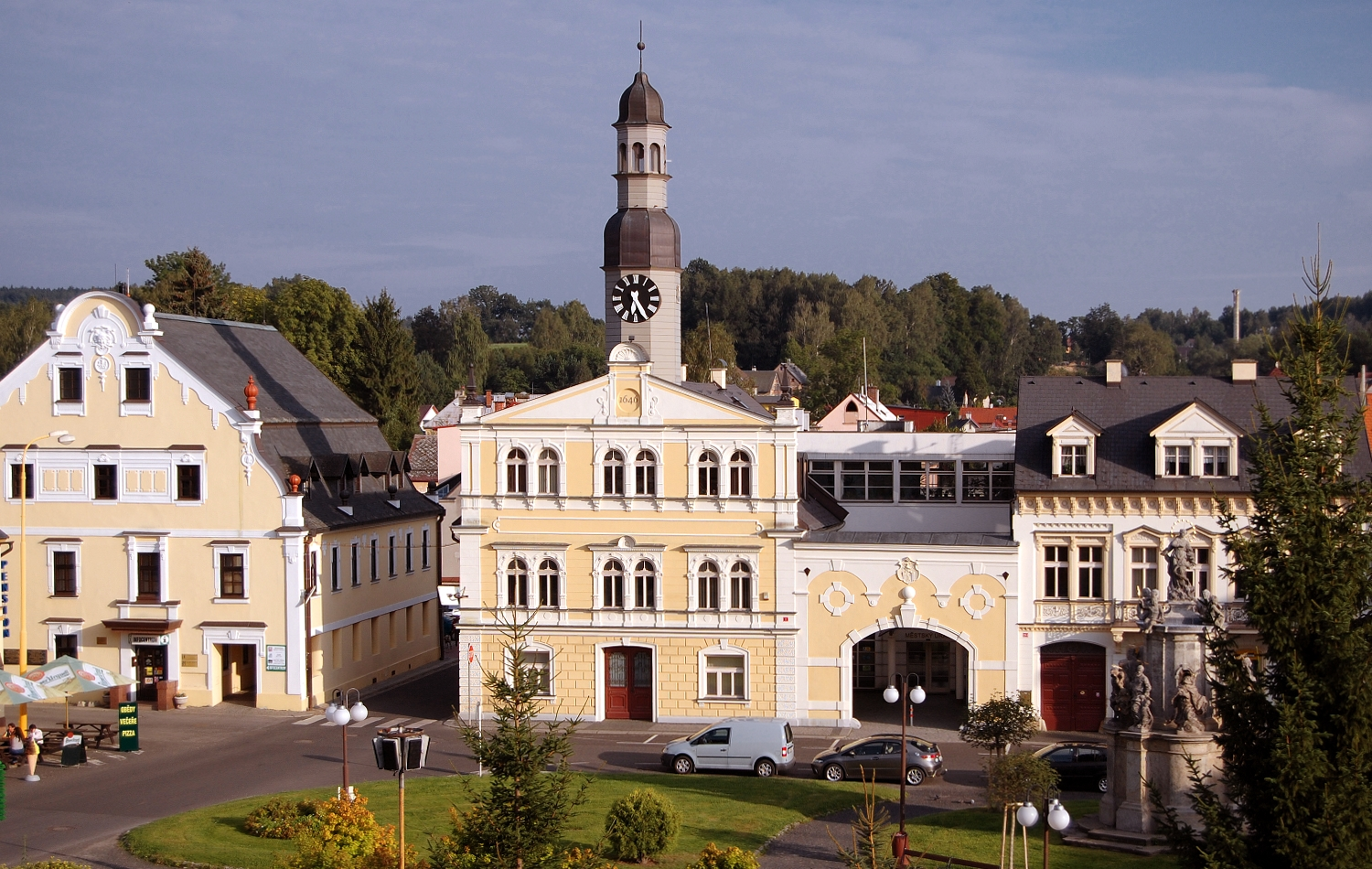

赫拉斯塔瓦是捷克的城鎮，位於該國北部，距離首府利貝雷茨10公里，由利貝雷茨州負責管轄，面27.46平方公里，海拔高度295米，2005年人口5,976。

## 外部連結
- Municipal website （页面存档备份，存于） （捷克文）